# Chambres africaines extraordinaires
Pour les articles homonymes, voir CAE.
Les Chambres africaines extraordinaires (CAE) sont un tribunal créé en 2013 par un accord entre l’Union africaine (UA) et le Sénégal pour connaître des crimes internationaux commis au Tchad du 7 juin 1982 au 1er décembre 1990.

## L'affaire Habré
Hissène Habré a été président du Tchad du 7 juin 1982 au 1er décembre 1990. Il a été renversé lors d'un coup d’État par le général Idriss Deby en 1990 et s'est enfui au Cameroun, puis au Sénégal.
Il est soupçonné d'être responsable de la mort de presque 40’000 personnes par le truchement de la Direction de la Documentation et de la Sécurité (DDS), la police politique secrète du président.
En 2005, la Belgique lance en mandat d’arrêt international et Hissène Habré est condamné à mort par contumace le 15 août 2008 pour crimes contre l'humanité par un tribunal de N'Djamena.

## Contexte de création des CAE
À la suite de la décision de la Cour internationale de justice, le Sénégal s'est activement engagé dans les négociations avec l'Union africaine. La Conférence de chefs d'État et de gouvernement de l'Union africaine a demandé au Sénégal d'analyser, conjointement avec la Commission de l'Union africaine, les modalités de poursuites des crimes commis au Tchad entre 1982 et 1990. Par la suite, le Sénégal a introduit une modification dans sa Constitution et a signé un accord avec l'Union africaine le 22 août 2012 portant sur la création d'un tribunal spécial au sein du système judiciaire sénégalais.
Les Chambres africaines extraordinaires ont été inaugurées le 8 février 2013 à Dakar. Des enquêtes au lieu au Tchad (commissions rogatoires) et au Sénégal.

## Statut et composition
En décembre 2012, le Sénégal a adopté une loi permettant la création de cette instance juridique spéciale, dont le Statut a été adopté le 30 janvier 2013 et qui a été inaugurée le 8 février 2013 en tant que Chambres africaines extraordinaires. Selon certains experts de la justice pénale internationale, ces Chambres sont des tribunaux de types « internationalisés » bien qu'elles soient les « plus nationales » dans cette catégorie.
Le magistrat Ciré Aly Bâ est l'administrateur des Chambres africaines extraordinaires au sein du système judiciaire sénégalais.
On parle de « Chambres » au pluriel parce qu’il y en quatre qui forment ce tribunal spécial :
- Chambre africaine extraordinaire d’instruction
- Chambre africaine extraordinaire d’accusation
- Chambre africaine extraordinaire d’assises (première instance)
- Chambre africaine d’assises d’appel (arrêt)

## Sensibilisation et diffusion du procès
Les Chambres africaines extraordinaires ont sensibilisé les populations au Tchad et au Sénégal autour de leur travail par le biais d'un consortium de sensibilisation.
Par ailleurs, la Radio télévision sénégalaise (RTS) a été mandatée par les CAE pour enregistrer les audiences et les diffuser.

## Jugement et verdict
L’ancien président tchadien Hissène Habré est jugé à Dakar du 20 juillet 2015  au 30 mai 2016.
Le 30 mai 2016, il est reconnu coupable de crimes contre l'humanité, viols, exécutions, esclavages et enlèvement. La Chambre Africaine Extraordinaire d’Assises a prononcé la perpétuité contre lui au cours d’une audience tenue au Palais de Justice de Dakar.
Le procès en appel du 9 janvier au 27 avril 2017 confirme ce jugement.

## Dissolution
Les Chambres africaines extraordinaires ont été dissoutes le 30 juin 2017. Les archives des CAE ont été transférées à la Cour d'appel de Dakar.